# Fée de l'Aulne
Le Fée de l'Aulne est une gabare sablière construite en 1958 au chantier Keraudren de Camaret pour l'armement Le-Bot. 
Il fut le dernier caboteur en bois et à voiles, désarmé en 2000 de la flotte de la compagnie maritime Penn-ar-Bed. C'était l'ancien ravitailleur des îles de Sein, Molène et Ouessant.
Le Fée de l'Aulne fait l’objet d’un classement au titre objet des monuments historiques depuis le 25 avril 2002.

## Histoire

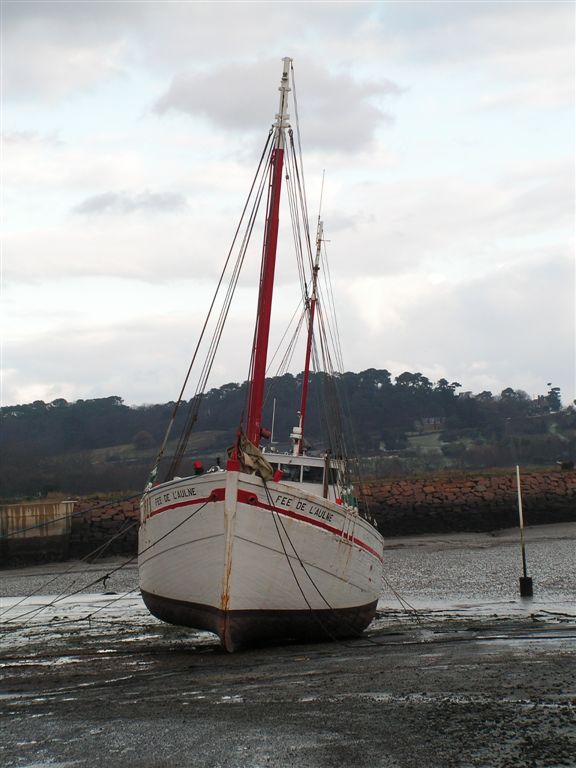
La Fée de l'Aulne avant restauration.

Destiné à servir comme sablier, Fée de l'Aulne a la possibilité de remonter les rivières côtières bretonnes comme l'Aulne grâce à son faible tirant d'eau et de ravitailler en fret les îles du Ponant grâce à son grand gabarit. Ce fut la plus grande unité fabriquée par le chantier naval Keraudren de Camaret-sur-Mer.
À l'origine, ce caboteur gréé en sloop à tapecul portait un gréement classique à corne sur ses deux mâts, sans bout-dehors mais avec une immense trinquette dont la draille était sur l'étrave. Sa voilure fut remaniée plusieurs fois jusqu'à son rachat en 1975 par la compagnie finistéroise Penn-ar-Bed. Il a gardé, depuis, un gréement simplifié composé d'un tapecul marconi et d'une trinquette réduite, en soutien des deux moteurs diesel Baudouin de 100 ch chacun. « Sa coque ventrue (8 m de large) et sa construction renforcée pour supporter la charge (pas plus de la taille du poing entre chaque membrure) en fait un bateau remarquable, resté dans son jus et toujours équipé de son moteur d'origine. »
Pendant 25 ans, Fée de l'Aulne et son équipage de cinq marins ravitaillèrent les îliens. « Ce véritable camion des mers ayant entre 1975 et 2000 desservi Molène, Ouessant et Sein en gazole, carburant et surtout matériaux de construction, ainsi que les déchets de retour sur le continent. (…) Bateau à tout transporter, la gabare que les marins surnommaient « la galère » a déchargé son sable et son matériel à Brest et dans tous les ports de la rade. Habile à remonter les rivières et passer les écluses, le navire a pris une part non négligeable dans la reconstruction de la région. » À son désarmement en 2000, des particuliers reconnaissants sauvèrent ce bateau de la démolition par son rachat.
L'association « Fée de l'Aulne, Fée des Îles », fut créée en 2002, l'année de son inscription aux monuments historiques pour promouvoir sa restauration mais aussi contribuer à la recherche et à l’étude du monde insulaire et à la préservation de l'environnement. Une première restauration a eu lieu au chantier Pacalet de Saint-Quay-Portrieux. Le caboteur a gardé le matériel spécifique des sabliers de l'époque, son treuil hydraulique, son mât de charge et sa benne ainsi que sa motorisation d'origine. Il a récupéré la timonerie de son sister-ship le San-Voran. Au printemps 2012, Fée de l'Aulne est restauré par le Chantier du Guip à Brest afin de pouvoir participer aux fêtes maritimes Les Tonnerres de Brest 2012. Son port d'attache est désormais Port-Launay.